# Saison 3 de Famille d'accueil
Chronologie
Saison 2 Saison 4
Cet article présente les épisodes de la troisième saison de la série télévisée française Famille d'accueil (2001-2016).

## Distribution
- Virginie Lemoine : Marion Ferrière
- Christian Charmetant : Daniel Ferrière
- Lucie Barret : Charlotte Ferrière
- Samantha Rénier : Juliette Ferrière
- Smaïl Mekki : Khaled
- Doriane Louisy Louis-Joseph : Louise Ferrière
- Alexis Estève : Tim Ferrière
- Ginette Garcin : Tante Jeanne

## Épisodes

### Épisode 1:Le Secret de Lulu
- France : mardi 2 mars 2004 sur France 3

- Héloïse Adam : Elodie

### Épisode 2:Emma
- France : mardi 28 septembre 2004 sur France 3

- Tessa Czszeciniarz : Emma